# Jaume Ferrer Massanet
Jaume Ferrer Massanet (Palafrugell, Baix Empordà, 16 de juny de 1872-1922) va ser un destacat fotògraf palafrugellenc de principis del segle xx. A més, pintava, esculpia i es dedicava a l'ofici de taper. Va ser un fotògraf important dins del pictorialisme i en l'actualitat comença a ser reconegut.

## Biografia
Era fill de Mariano Ferrer i Benita Massanet, i el 1898 es va casar amb Enriqueta Vidal Cama, amb qui va tenir vuit fills. Malauradament, el 1910 moria la seva esposa i va veure morir cinc dels seus fills. Jaume Ferrer moria el 1922, deixant les seves fotografies al seu fill Lluís.
Jaume Ferrer es va afegir al corrent pictorialista de finals del segle xix, què pretenia que pintura i fotografia anessin de la mà. Es conserven fotografies que demostren com aquest artista va experimentar en aquest camp, creant fotografies amb la composició típica d'una pintura o retocant negatius per tal d'aconseguir efectes de llum diferents. El seu objectiu era crear escenes i explicar històries que transmetin emocions. És el cas de la seva sèrie sobre la malaltia i la mort, on apareixen una successió d'imatges d'una dona que cuida un home gran i malalt, fins que ell mor. També hi ha una sèrie de fotografies de contingut místic, en les quals s'afegeixen aurèoles i raigs de llum en els negatius. Fins i tot va ajuntar dues fotografies, creant-ne una de nova en què hi apareixien dues parelles de bessons (la mateixa persona, però retratada dues vegades en les dues fotografies originals).
La seva feina va ser valorada en diferents concursos. Va obtenir una menció honorífica a Madrid, el 1899, per la fotografia de l'antic retaule de l'església de Sant Martí de Palafrugell. També va guanyar una medalla de bronze l'any 1903 en el Concurs Nacional de Fotografies del Centre de Lectura de Reus amb una fotografia que destaca pel seu joc de llums i per la composició.
A part d'experimentar, també feia fotografies d'estudi, amb les quals es guanyava la vida. Tenia la galeria al carrer de la Llibertat (Palafrugell), on va viure, tot i que després es traslladà al carrer Cases Noves i al carrer de les Quatre Cases (sembla que no va traslladar el seu estudi). Els seus retrats professionals també tenien innovacions respecte dels que feien altres fotògrafs: una dona d'esquena, una noia llegint, un home sostenint el seu fill petit... A vegades, els retocs que feia era per millorar el físic del client: estrènyer cintures, esborrar arrugues... També es dedicava a fer fotografies del poble i panoràmiques de paisatges, que posteriorment es comercialitzarien com a postals, i de les indústries de l'època, com els tallers Trill, la central elèctrica de Palafrugell, Can Mario o Can Forgas de Begur.
El seu fons documental es conserva a l'Arxiu Municipal de Palafrugell per voluntat de la seva família.
L'any 2000 l'Ajuntament de Palafrugell edità un calendari amb fotografies seves com a homenatge a aquest personatge. També s'han utilitzat en exposicions com la que es va fer a Girona el 2008, Miralls amb memòria. Fotografia i fotògrafs, Girona 1860-1940.